# Widły (rejon tulczyński)
Widły (ukr. Вила) – wieś na Ukrainie, w obwodzie winnickim, w rejonie tulczyńskim.
W czasach Rzeczypospolitej wieś leżała w województwie bracławskim. Odpadła od Polski w wyniku II rozbioru.